# جایزه پی‌تی‌وی
جایزه پی‌تی‌وی (پی ٹی وی اوارڈز؛ انگلیسی: PTV Awards) بزرگترین مراسم رسمی و جایزهٔ سینمایی در کشور پاکستان است که هر سال توسط «شبکهٔ تلویزیونی پی‌تی‌وی» به برترین‌های سینما، تلویزیون، مد و موسیقی در این کشور اعطا می‌شود.
این جایزه در اواخر دههٔ ۷۰ میلادی بنیان نهاده شد و هدف آن حمایت و تشویق هنرمندان پاکستانی بود.